# Gabriella Giorgelli
Gabriella Giorgelli (* 29. Juli 1941 in Carrara) ist eine italienische Schauspielerin.

## Leben
Giorgelli arbeitete als Sekretärin und Stenotypistin, erhielt jedoch aufgrund ihrer attraktiven Erscheinung – 1961 war sie unter den Finalistinnen zur Miss Italia – und ihrer Willensstärke und einem Ehrgeiz, mit dem sie sich zeit ihrer Karriere medienwirksam zu inszenieren wusste, schnell Filmangebote. So debütierte sie 1960 bei Luigi Comencini und beeindruckte zwei Jahre später in Damiano Damianis Insel der verbotenen Liebe. Im selben Jahr drehte sie mit Bernardo Bertolucci. Diesem hohen Standard konnte die weitere Karriere, die aus Hauptrollen in B-Filmen, oftmals Italowestern und erotische Komödien im Decamerone-Umfeld, sowie Nebenrollen in prestigeträchtigeren Produktionen bestand, nicht standhalten, obgleich immer wieder Rollen in bedeutenden Werken in ihrer Filmografie stehen.
Neben ihrer Filmtätigkeit trat sie auch für Fernsehfilme und -miniserien auf; zu Beginn ihrer Karriere war sie in Fotoromanen um die phantastische Figur Sadistik zu sehen.

## Filmografie (Auswahl)
- 1960: Via Margutta
- 1960: Der Weg zurück (Tutti a casa)
- 1962: La Commare Secca
- 1962: Insel der verbotenen Liebe (L’isola di Arturo)
- 1963: Die Peitsche im Genick (I compagni)
- 1964: El Greco
- 1964: Die Frauen sind an allem schuld (Les plus belles escroqueries du monde)
- 1964: Verrückter Sommer (Frenesia dell’estate)
- 1965: Kopfgeld für Ringo (Uno straniero a Sacramento)
- 1966: Maigret und der Würger von Montmartre (Maigret a Pigalle)
- 1967: Der Keuschheitsgürtel (La cintura di castità)
- 1967: Der lange Tag der Rache (I lunghi giorni della vendetta)
- 1967: Das Rasthaus der grausamen Puppen (La locanda delle bambole crudeli)
- 1967: Stinkende Dollar (Le due facce del dollaro)
- 1968: Lady Hamilton – Zwischen Schmach und Liebe
- 1970: Als die Frauen noch Schwänze hatten (Quando le donne avevano la coda)
- 1970: Die Bestie (La belva)
- 1970: Sein bestes Stück verkauft man nicht (Il trapianto)
- 1970: Shangos letzter Kampf (Shango la pistola infallibile)
- 1970: Voyou – Der Gauner (Le Voxou)
- 1971: Django – Unerbittlich bis zum Tod (Il mio nome è Mallory M come morte)
- 1972: Hattu Keuschheitsgürtel muttu knabbern (Il Decamerone proibito)
- 1972: Die Lüsternen und die Schwestern (Fratello homo sorella bona)
- 1972: Providenza! – Mausefalle für zwei schräge Vögel (La vita a volte è molto dura, vero Provvidenza?)
- 1972: Das Rätsel des silbernen Halbmonds (Sette orchidee macchiate di rosso)
- 1973: Auf verlorenem Posten (La polizia è al servizio del cittadino?)
- 1973: Mädchen im Knast (Diario segreto da un carcere femminile)
- 1973: Vier Teufelskerle (Campa carogna… la taglia cresce)
- 1974: Die cleveren Zwei (Il bestione)
- 1975: Komm, wir machen Liebe (La moglie vergine)
- 1976: Agnes geht in den Tod (L'agnese va a morire)
- 1977: Die Gewalt bin ich (Il cinico, l'infame, il violento)
- 1978: Deckname Scorpion – er kennt keine Gnade… (Bersaglio altezza uomo)
- 1980: Fellinis Stadt der Frauen (La città delle donne)
- 1982: Das Schlitzohr vom Highway 101 (Delitto sull'autostrada)
- 1983: Herkules (Hercules)
- 1985: Hungrige Skorpione (Squadra selvaggia)
- 1986: Die Geschichte einer Liebe (Storia d’amore)
- 1988: Ein Mord kommt selten allein (Bersaglio sull’autostrada)
- 1993: Verschwörung im Dunkeln (A che punte è la notte) (Fernsehfilm)
- 1997: Wax Mask (M.D.C. – Maschera di cera)